# Vitulano
Vitulano é uma comuna italiana da região da Campania, província de Benevento, com cerca de 3.028 habitantes. Estende-se por uma área de 35 km², tendo uma densidade populacional de 87 hab/km². Faz fronteira com Campoli del Monte Taburno, Castelpoto, Cautano, Foglianise, Frasso Telesino, Guardia Sanframondi, Paupisi, San Lorenzo Maggiore, Solopaca, Torrecuso.

## Demografia
| Variação demográfica do município entre 1861 e 2011                               |
|                                                                                   |
| Fonte: Istituto Nazionale di Statistica (ISTAT) - Elaboração gráfica da Wikipedia |